# یانباریس
یانباریس (انگلیسی: Yanbaris) یک شهرک در شهرستان یانائولسکی استان باشقیرستان کشور روسیه است.